# Digueifel
Digueifel é uma pequena povoação no vale do Rio Alva localizada na antiga freguesia de Vila Pouca da Beira, Município de Oliveira do Hospital em Portugal. 
Possui como atracção turística uma capela datada do século XVIII e uma fonte pública.
Casas antigas feitas de pedra, vivem em comunhão em tão sossegado local. A povoação tem cerca de 120 habitantes.
A ARC Digueifel, a Associação Recreativa e Cultural de Digueifel, disputa os seus jogos no Campo de Futebol de Digueifel.
Nasceu aqui, no ano de 1893, o administrador colonial Raul de Antas Manso Preto Mendes Cruz. Foi governador do Timor Português de 1934 a 1936. Morreu em Lisboa em 1945.

## Património
- Capela de Nossa Senhora do Rosário;
- Cruzeiro da Capela de Nossa Senhora do Rosário, do século XX (1933)[1].